# Xã Walton, Quận Labette, Kansas
Xã Walton (tiếng Anh: Walton Township) là một xã thuộc quận Labette, tiểu bang Kansas, Hoa Kỳ. Năm 2010, dân số của xã này là 708 người.